# Illa de Gràcia
Illa de Gràcia är en ö i Spanien.   Den ligger i provinsen Província de Tarragona och regionen Katalonien, i den östra delen av landet, 400 km öster om huvudstaden Madrid. Arean är 1,8 kvadratkilometer.
Terrängen på Illa de Gràcia är mycket platt. Den sträcker sig 1,7 kilometer i nord-sydlig riktning, och 2,3 kilometer i öst-västlig riktning.  Trakten runt Illa de Gràcia består till största delen av jordbruksmark.